# Пепеляшка (пещера)
Вижте пояснителната страница за други значения на Пепеляшка.
Пепеляшка (Емил Раковица) е една от най-големите пещери в света, разположена в гипсовите отлагания на териториите на Молдова и Украйна. Входът към нея се намира в Молдова, на 150 m от Украинската граница, и по-голямата част от пещерата попада в Черновицка област на Украйна. Днес вече има направен вход и откъм Украйна.

## Откриване и названия
Пещерата е открита през 1959 година при взривни работи в кариера за гипс край с. Крива, Брачински район на Молдова. Появяват се две отверстия, от които започва да се излива вода, ту като силен фонтан, ту по-спокойно. Включени са 4 помпи, които отводняват по 2000 m3 вода на час и въпреки това, едва след няколко седмици работата в кариерата може да бъде възобновена.
Пещерата дължи названието си на чернивецки спелеолози, които през 1977 г. забелязват неголяма цепнатина в една от кариерите при Буковина. При откриването му, този вход представлява непривлекателен, тъмен и грозен отвор, заради което цялата пещера е наречена Пепеляшка. През 1991 година, с решение на правителството на Република Молдова, пещерата е преименувана на името на румънския биолог, зоолог и биоспелеолог Емил Раковица.
В научните трудове на различни езици е прието имената на пещерите да се изписват с латинска транскрипция. Пещерата се среща като Золушка (Пепеляшка) и се изписва Zoloushka. В Украйна е приет украинският еквивалент на името – Пепелюшка, а в Молдова – молдованският вариант Cenuşăreasa.
През август 1969 г. в Молдова са направени първите опити за проникване в пещерата. Единият отвор на стръмния склон е с височина 2 m и ширина само малко над метър, а вторият е висок 10 m и широк 6 m. Силно лепкавата кал и заблатените участъци позволяват на изследователите да навлязат само на 60 m навътре.
Някои от големите зали получават имената си от първите студенти-изследователи – „Чакалнята“, „Съборът“, „Стометровата зала“ и други. Други са наименувани по формата на нападалите купчини камъни, асоциирани с някои животни – „Залата на кучето“, „Залата на пингвина“, „Динозавърско гробище“, „Залата на хипопотама“. Трети получават произволни имена, като „Залата на журналистите“, „Проспект Кантемир“, „Молдова“, „Крива“ и други.
Езерата също получават своите наименования, съобразно външния си вид – „Зелено езеро“, „Синьо езеро“, „Прозрачно езеро“. Някои са наречени според други характеристики – „Студентско езеро“, „Комсомолско езеро“, „Царско езеро“. Едно от езерата е открито от спортен отбор в деня на спорта и е наречено „Спортно езеро“. Най-голямото езеро е открито от един студент, който го нарича Чишмикьой, понеже формата му напомняла тази на родното му гагаузко село със същото име.

## Форма и размери
Формата на пещерата в план е продълговата, с няколко различни по дължина разклонения. Развита е главно по пукнатини с разклонения по 20°-50°, 90° и 300°-330°. Почти навсякъде глинестият под е осеян с многоъгълни процепи с дълбочина от 10 cm до 1 m. На места се срещат обширни, по-плитки или по-дълбоки хлътнатини.
Дължината на галериите, заедно с потопените, е около 90 km и са разположени на няколко нива. Все още цялата пещера не е изследвана, така че тази дължина не е окончателна. По този показател заема трето място в света сред гипсовите и 26-о от най-дългите пещери в света. През 1984 г. са разкрити 76 km от пещерата с общ обем, надминаващ 550 000 m3. Общият обем на пещерата е около 700 000 m3, максималната дълбочина – 52 m, средната височина на кухините – 3,24 m, максималната дълбочина на кладенците – 18 m.
Пространствата в пещерата се отличават с големи размери на коридорите и залите. Болшинството коридори са с ширина от 3 до 5 метра и височина 2 – 6 m. В лабиринта „Метрополитен“ средната височина на галериите е между 4 и 6 m. Височината на коридорите в „Готическия район“ и „Колорадо“ достига 10 – 16 метра.
В местата на интензивно тектонично раздробяване на пластовете, монолитите между коридорите са превърнати в колони и са образували огромни зали. Открити са няколко особено обширни – „Античната зала“ е с дължина 100 m и ширина 20 m, площта ѝ е 3020 m2, а обемът – 56 600 m3. „Залата на чернивецките спелеолози“ има дължина 170 m, средна ширина 30 m, максимална 65 m, площ от 6570 m2 и обем 23 103 m3. „Залата на динозаврите“ е висока 12 – 15 метра, площта ѝ, заедно с прилежащите галерии, е 4636 m2, а обемът – 25 990 m3.

## Описание
Заради сравнително малкото време, от геоложка гледна точка, в пещерата няма синтрови формирования. Само на някои места глината е образувала малки сталактити по сводовете, с дължина максимум 50 cm. До средата на 20 век тя е запълнена с вода. След започване на работа по гипсовите кариери, част от нея е отводнена. Днес в котлована се поддържа работен режим, при който количеството на изпомпваната водата е не по-малко от 20 000 m3/денонощие. В наши дни потопени части са останали в северната и източната ѝ част.
Пещерата има 3 – 4 нива, но достъпни са само средните две. Най-горното е най-старо и е срутено на много места. Тъй като сводът е много тънък, движението по него е почти невъзможно. Най-долното ниво е влажно, полупотопено и заблатено. Във въздуха му се носят водни пари и газове, които затрудняват дишането.
Голяма част от пещерата се намира над нивото на входа. Съгласно класификациите тя спада към типа „топли пещери“ и може да бъде използвана за спелеотерапия. Около езерата „Зеленото“, „На даките“ и „Глътка вода“ са намират понижения, които спадат под нивото на входа. Температурата на въздуха при тях е 11 °С – 13 °С, а относителната влажност – 86 – 98%. Температурата край тези, които са над него, е доста по-висока и достига до 21 °С. Относителната влажност при тях е 75 – 80%.
Метеорологичните условия в пещерата се характеризират с повишена влажност. Тя се обяснява с водата, която прониква навсякъде във вид на капки и наличието на подземни езера и реки. Температурата през лятото е по-ниска от тази на повърхността, а през зимата – по-висока.
След като части от пещерата са освободени от водата, спелеолозите започват проучвания и изследвания. Открит е редкият минерал бирнесит, който до този момент е срещан само на морското дъно. Намерени са огромни зали – „Пепеляшка“, „Залата с колоните“, „Залата на Дакия“, „Стометровата зала“. Има многочислени галерии, които образуват истински подземен лабиринт. В него човек много лесно може да се заблуди, а намирането на изхода е трудно.
Въздухът е много особен – с ниско съдържание на О2 и високо на СО2. В природата такъв въздух се среща изключително рядко. Още една трудно обяснима подробност е, че всички галерии са обилно покрити с нежна глина в най-различни цветове и оттенъци – зелен, син, червен, бял, черен и т.н. Ако към стената или свода се насочи светлина, се вижда просветване на искри в различни цветове, предизвикано от гипсовите кристали. Някои от големите кристали продължават да светят и след като светлината се изключи.
На някои от подземните трасета спелеолозите любители са изработили необикновени глинени фигури, които служат като своеобразен указател на пътя към най-интересните за посещение галерии и зали. Това е единствената и крайно недостатъчна маркировка на подземните трасета.
Липсата на светлина в пещерата обуславя и спецификата на флората и фауната в нея. Тя е убежище на организми, които пълзят по пода и тавана в пълна тъмнина, или обитават езерата с прозрачна вода. През 1977 г. там са събрани и описани 12 вида гъби, всички сапрофити.

## Райони
Изследователите условно разделят пещерата, започвайки от входа, на 18 района, които се различават един от друг по параметрите си. Това са Привходов, Район на загубените, Район на перспективата, Зала на чернивецките спелеолози, Майски, Централен, Западен-Анаконда, Весел, Район на холандското сирене, Камикадзе, Геохимически, Дивият Запад, Метрополитен, Езерен, Готически, Източен, Далекоизточен и Район Камчатка.
Най-обемен и впечатляващ е Готическият район, значителна част от който образува широки до 5 m и високи до 9 m галерии и коридори. На някои места те се сливат и формират големи зали с колони. Най-голямата от тях е Залата на динозаврите, разположена в централната част на района.
Езерният район също е от най-обемните в пещерата. Забележителен е с падините, образувани в него, които са запълнени с вода и образуват няколко недълбоки езера – Наутилус, Фрагменти, Крокодила.

## Геология
Изучената част от пещерата е само фрагмент от голяма карстова система. Формирана е през горния терциер, в южните части на Мамалижкия карстов район. Представлява стъпаловиден лабиринт, образуван предимно в горните пластове гипс. Днес 25-30-метровият сулфатен пласт се приближава към повърхността на долината на река Прут, в пределите на Хотинско-Мамалижкото възвишение. Вертикалното разместване на пластовете достига до 10 – 20 m.
Развитието на лабиринта е ограничено от Кривския блок, като в западна и източна посока достига до места на геоложки пропуквания и разместване на пластовете по долините на левите притоци на р. Прут. В северна и южна посока – и от флексури. Не съществуват естествени изходи към повърхността в тази област. Вход към пещерата е разкрит в Кривската гипсова кариера, на левия склон на долината на рекичката Пацак, недалеко от вливането ѝ в Прут. Мощността на надгипсовите отложения на това място достига 30 m и повече.
Гипсът в пещерата е най-често жълтосив, светлосив и медножълт, представен от дребнокристални разновидности в основата на разреза и едрокристални в горната ѝ част. Сводовете на галериите и залите на най-горния етаж често са варовикови и голяма част от тях изглежда като мозаечна, заради образуванията, появили се в процеса на подземната кристализация на гипса. По сводовете на горното ниво, в зоните на контакт на варовика с гипса, са се отложили кристали целестин. Той покрива с тънка кора варовиковите плочи, като им придава вид на кристализирали четки. Цветът му е син до светлосив, а някъде – бял или безцветен, почти прозрачен.
Вследствие на инфилтрацията на водата през пукнатините, на места във варовика около тях са се образували гипсови, водни, хомогенни „цветя“, които са съставени от дълги кристални игли, стебла и пера. Преобладаващите в нея шахти са с овална форма. Определянето на размерите и формата на кухините е затруднено, тъй като са запълнени с глинести отлагания от 30 до 90 %.

## Води
В пещерата се намират над 60 езера и наводнени участъци. Могат да се разделят на три вида – в хлътнатините по галериите, кладенци с дълбочина 4 – 5 m, обикновени езера и наводнени процепи-лабиринти. Два от кладенците са с дълбочина 15 – 20 метра, с горен диаметър 8 m и долен 4 – 5 m. Те съединяват помежду им няколко нива, тъй като някои галерии са постоянно под вода.
Намерени са около 20 обикновени подземни езера с глинести дъна – Дълбокото езеро, Езерото на динозаврите, Езерото Наутилус и други. Дължината им се движи между 8 и 15 метра, ширината – от 5 до 10 m, а средната дълбочина – до 2 m. Някои от тях обаче надвишават 6 m дълбочина.
През 1981 – 1982 г. е фиксирано рязко колебание на нивото на водите им, на места от 4 – 5 m. Най-големи са Крокодилското езеро с дължина 25 m и Наутилус – съответно с 18 m. Дълбочината и на двете варира между 0,5 и 2 m. Според хидротехническите анализи, водите им са богати на минерални соли и могат да оказват оздравително въздействие върху човешкия организъм. Всички са с различен химичен състав, което говори, че произходът им не се дължи на една-единствена подземна река.
Много от кладенците са скрити в наводнените галерии на долния етаж.